# Doresópolis
Doresópolis est une municipalité brésilienne de l'État du Minas Gerais et la microrégion de Piumhi .